# 藤井レイラ
藤井 レイラ（ふじい レイラ、1994年11月15日- ）は、日本のAV女優。東京都出身。バンビプロモーション所属。

## 略歴
2015年に｢椿あいの｣名義でAVデビュー。
冠イベント「藤井レイラと愉快な仲間たち」をレフカダ新宿において主催していたが、2024年3月のゲストであった深月めいとのコンビが好評だったため、「レイラとめいの飲み足りナイト(仮)」として2024年5月5日よりリスタート。

## 人物
趣味は読書とショッピング。

## 作品

### アダルトDVD

#### 2015年
- 新人NO.1STYLE 椿あいのAVデビュー （7月19日、エスワン ナンバーワンスタイル）

#### 2020年
- 白金在住セレブ美人妻は吉原高級ソープ店No.1泡姫 この度AV業界へも進出！！E-BODY専属デビュー （1月13日、E-BODY）

#### 2021年
- セックス大好き！淫乱すぎる兄の嫁！！（1月15日、なでしこ）

#### 2022年
- 野外飲酒姦（1月18日、バビロン/妄想族）
- 会社に内緒でランチタイムに援●SEXで金を稼ぐ美人OLに生中出し 07（11月8日、BAZOOKA）

#### 2023年
- 神アプリで知り合ったエロカワ現役女子大生に生中出し 09（4月11日、宇宙企画）
- 僕のセフレは猥褻 ご奉仕不倫妻（4月13日、センタービレッジ）
- ver.キミトラレ ▼さよなら、ねえさん（4月27日、玉屋レーベル）
- お母さんの玩具になった僕 可憐で卑猥な美義母の性欲！ （5月2日、ルビー）
- ヒロイン白目失神地獄35 美聖女戦士セーラーディオーレ（6月9日、GIGA）
- たった7時間2人っきりにしてみたら…結果、11発セックスしてました。（6月30日、ドリームチケット）
- 厳しすぎる社会の現実。カネの力に負けて家庭が崩壊したお話（7月31日、マザー）
- 「私がシテあげよっか？」いつも外でタバコをふかしている隣のお姉さんと目が合う。童貞のボクには難度高すぎ！でもボクがフラれて落ち込んで帰ったら（12月26日、Hunter）

## 出演

### オリジナルビデオ
- 巨大ヒロイン（R） フレイムレディー 前編（2023年6月9日、ZENピクチャーズ）- フレイムレディー/炎堂莉音役
- 巨大ヒロイン（R） フレイムレディー 後編（2023年6月23日、ZENピクチャーズ）- フレイムレディー/炎堂莉音役

### 舞台
- GIGAスーパーヒロインライブ Vol.24（2025年1月11日、東京・from scratch）- セキュア3号/セーラーユーノス 役[2]